# Wegkreuz (Frauenroth, Nähe Minnesängerstraße; Ziegelwiese)

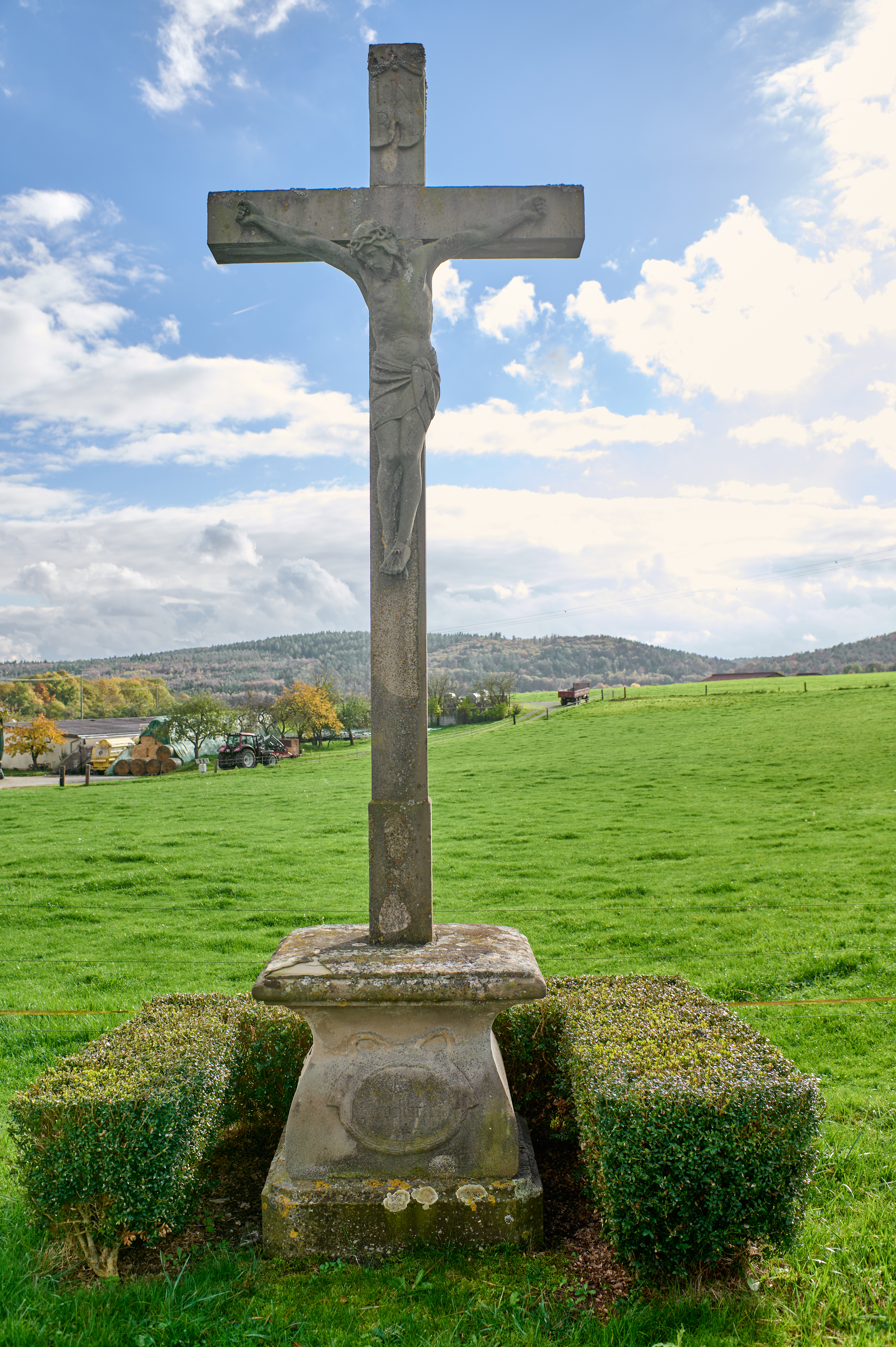
Wegkreuz in Frauenroth, Nähe Minnesängerstraße; Ziegelwiese

Das Wegkreuz Nähe Minnesängerstraße; Ziegelwiese ist ein Flurdenkmal in Frauenroth, einem Gemeindeteil im Markt Burkardroth im unterfränkischen Landkreis Bad Kissingen. Das Wegkreuz gehört zu den Baudenkmälern von Burkardroth und ist unter der Nummer D-6-72-117-12 in der Bayerischen Denkmalliste registriert.

## Beschreibung
Das 455 cm hohe Wegkreuz besteht aus gelbem Sandstein und entstand im Jahr 1867. Im Jahr 1888 wurde es erneuert.
Das Wegkreuz besteht aus einem dreiteiligen Zwiebelsockel mit einem dreiteiligen Hochkreuz. Auf einem versenkten Fundament befindet sich eine 22 cm hohe Sockelplatte mit den Abmessungen 88 cm × 88 cm mit abgeschrägten Kanten und Profil (15/70/100/70/15/78). Die 65 cm hohe Zwiebel hat unten die Maße 62 cm × 62 cm, in der Mitte 78 cm × 78 cm und oben 62 cm × 62 cm.
Die 15 cm hohe Abschlussplatte ist vorkragend und profiliert auf 80 cm × 98 cm aus Hohlkehle, Platte, Wulst und Platte.
Die Sockelgesamthöhe beträgt 105 cm. Der 50 cm hohe Schaftsockel mit den Abmessungen 21 cm × 23 cm ist im Sockel eingelassen; der Schaftquerschnitt beträgt 19,5 cm × 20,5 cm.
Die Kreuzeshöhe beträgt 350 cm, die des Korpus etwa 150 cm. Oben befindet sich eine INRI-Tafel.
An der Schauseite des Sockels im Lorbeerkranzmedaillon mit Doppelschleife oben befindet sich die Inschrift:

„Es ist vollbracht!

1867“

Auf der Sockelplatte steht an der Schauseite folgende Inschrift:

„STI. MICHAEL KAISER“

Die Inschrift auf der Rückseite lautet in gotischer Schrift:

„Erneuert

von Franz und Rosamunde Vorndran

1888“